# Ulrich Pfisterer (Fußballspieler)
Ulrich Pfisterer (* 4. November 1951 in Berlin) ist ein ehemaliger deutscher Fußballspieler und derzeitiger -trainer. Er ist seit 2007 Bundestrainer der deutschen Blindenfußball-Nationalmannschaft und Vereinstrainer der Blindenfußball-Mannschaft des MTV Stuttgart.

## Spielerkarriere
Der ehemalige Fußballprofi wurde 1970 mit Hertha 03 Zehlendorf Deutscher Fußball-A-Jugendmeister und stand 1972 im erweiterten Aufgebot des DFB Olympiakaders, wo er letztlich Uli Hoeneß den Vortritt lassen musste. 1976 wanderte Pfisterer der Liebe wegen nach Australien aus und spielte anschließend bei Juventus Melbourne in der australischen Fußballliga.

## Trainerkarriere
In der Saison 1983/84 war Pfisterer Trainer bei Alemannia Richmond, welche zu dieser Zeit in der Victorian State League in Australien spielte. Nach 28 Jahren in Australien, wo Pfisterer in wechselnden Positionen als Lehrer an Schulen für sehbehinderte Menschen arbeitete, zog es ihn 2004 zurück nach Deutschland, wo er zunächst als Sport- und Englischlehrer an der Johann-August-Zeune-Schule für Blinde arbeitete. 2005 wurde Pfisterer Lehrer an der Nikolauspflege in Stuttgart. Mit dem Blindenfußball kam er im Mai 2006 anlässlich eines Workshops in Berlin zum ersten Mal in Berührung. Im Jahr 2006 startete er eine Blindenfußballtrainingsgruppe an der Nikolauspflege Stuttgart. Im Frühjahr 2007  gründete Pfisterer die Blindenfußballmannschaft des MTV Stuttgart und leitete das erste Vereinsspiel gegen den FC St. Pauli in Liechtenstein. Noch im selben Jahr wurde er Nationaltrainer der deutschen Blindenfußball-Nationalmannschaft, mit der er 2007 bei der EM in Athen den siebten Platz und 2009 den fünften Platz bei der Europameisterschaft in Nantes (France)  belegte. 2009, 2010 und 2011 wurde er mit dem MTV Stuttgart deutscher Meister.
Die Siege bei den zahlreichen sonstigen Blindenfußballturnieren (Nikolausmasters 2009, Lichtkick 2010, St. Pauli Hallenmasters 2008 u. 2010, Einheitsturnier 2010 sowie das sog. Finale für 3 im Dez. 2010) zieren die Siegeswand.
Im Frühjahr 2011 spielte sich seine Nationalmannschaft bei den 4. IBSA World Games in Antalya auf den fünften Platz, nachdem er mit seinem Ligaclub MTV Stuttgart die erstmals ausgespielten Stuttgart-Open gewann.
Seit Juli 2011 ist Ulrich Pfisterer Mitglied im "Futsal Subcommittee" der International Blind Sports Federation (IBSA).